# Me'ever Layam

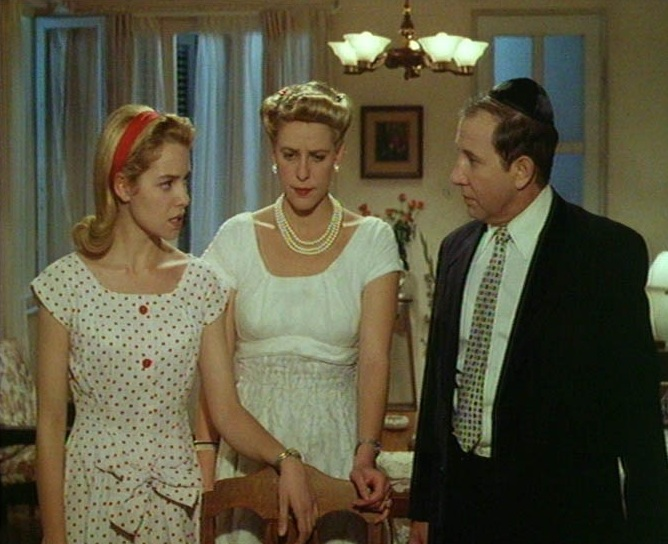
Mili Avital, Dafna Rechter e Aryeh Moskona.

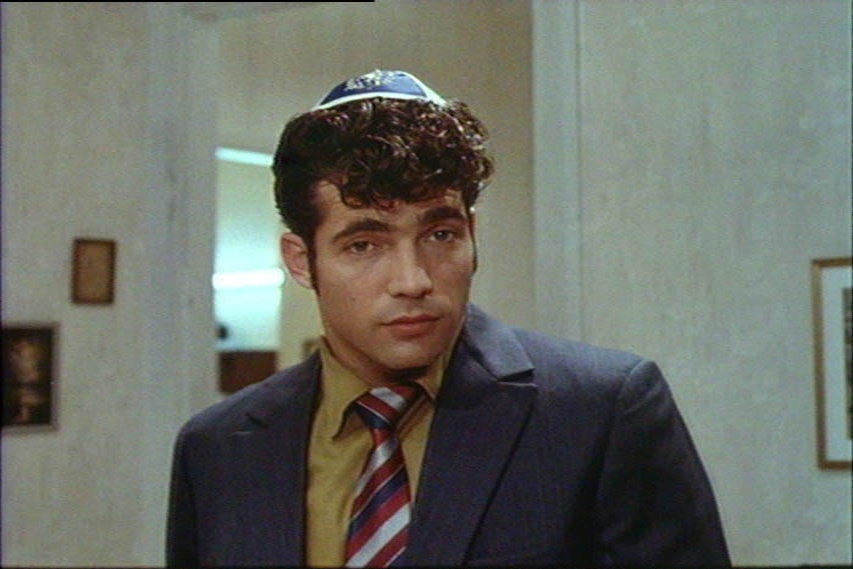
Yair Lapid em uma cena do filme.

Me'ever Layam é um filme de drama israelita de 1991 dirigido e escrito por Jacob Goldwasser. É estrelado por Uri Alter, Aryeh Moskona, Dafna Rechter, Moti Giladi, Mili Avital e Yair Lapid, que mais tarde se tornou o Primeiro-ministro de Israel. O filme, um drama familiar ambientado na década de 1960, foi aclamado pela crítica e ganhou o Prêmio Ophir de Melhor Filme.  Foi selecionado como representante de Israel à edição do Oscar 1992, organizada pela Academia de Artes e Ciências Cinematográficas.

## Elenco
- Uri Alter
- Aryeh Moskona
- Dafna Rechter
- Moti Giladi
- Mili Avital
- Yair Lapid